# Longwe
Longwe ist ein archäologischer Fundort im Süden der afrikanischen Republik Malawi. Longwe liegt nahe dem heiligen Teich Ndione, dem mythischen Ort der Ermordung der Regengottheit Mbona.

## Forschungsgeschichte
Bei der erstmaligen Erforschung der Region um 1915 durch das Team des US-Amerikaners Matthew Schoffeleers von der University of Wisconsin wurden die bis da nur mündlich überlieferten Sagen und Mythen der Malawi-Region gesammelt sowie erste archäologische Untersuchungen vorgenommen.
Nach dem Fundort Longwe wurde die regional verbreitete Longwe-Keramik der späten Eisenzeit benannt. Die Longwe-Keramik fand sich bisher nur in einem relativ begrenzten Raum, meist nördlich und östlich des Mulanje-Plateaus und im unteren Tal des Shire bei Nsanje, wo der Legende nach der Kopf von Mbona begraben liegt.
Die Herstellung dieser Keramik beginnt im 10. nachchristlichen Jahrhundert. Die Keramik und die dazugehörige Kultur ist bisher wenig erforscht, doch gibt es heilige Schreine (Mbona-Schreine), an denen noch heute Götter verehrt werden, die auf diese Zeit zurückgehen. Der Zustrom der Gläubigen umfasst auch Gebiete im heutigen Mosambik.
Die Longwe-Keramik wird mit dem Königreich Maravi in Verbindung gebracht, was dessen Entstehung um 500 Jahre früher ansetzen würde, als bisher angenommen. 

## Kultorte
Der Kultort Mwalaumodzi wurde durch Rangeley erforscht. Es handelt sich um einen auffälligen Granitfelsen im Flussbett des Thangadzi River. Darauf findet man nach der Legende die Abdrücke vom Gesäß Mbonas, wo er angeblich auf seinem Weg nach Süden ausgeruht hat. In unmittelbarer Nähe befand sich bis zum Beginn des 20. Jahrhunderts ein Heiligtum mit Schrein.
Die auf der Felsoberfläche entdeckten geglätteten Vertiefungen sollen durch rituelles Schleifen von Äxten oder Steinwerkzeugen entstanden sein. Auf dem gegenüberliegenden Nordufer wurde eine Fülle von Mikrolithen angetroffen. Der Ort besitzt ein nahezu vollständiges Fundspektrum der regional typischen Keramik, sie reicht bis ins 14. Jahrhundert zurück, es fehlt Nkhudzi-Keramik. Zwei Testgrabungen wurden vorgenommen.

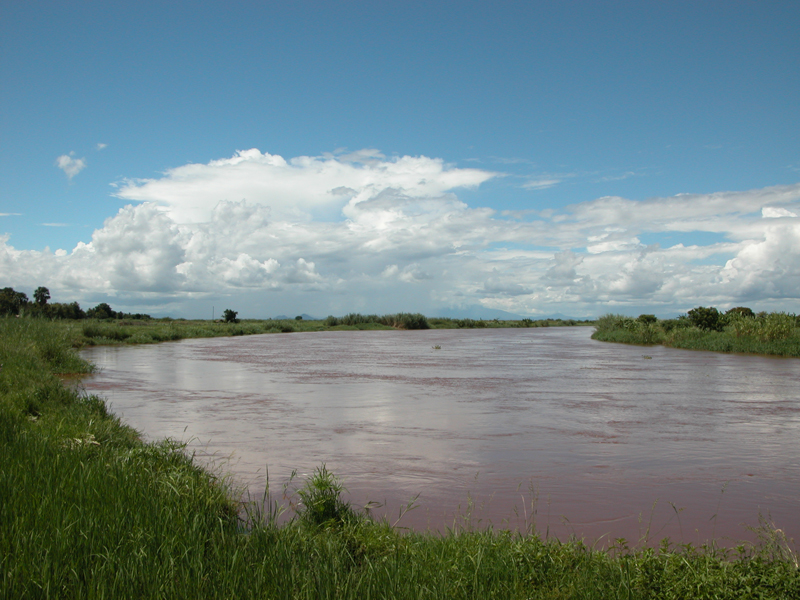
Am Ufer des Shire, im Hintergrund die heiligen Berge Malawis

Im unteren Tal des Shire River befindet sich ein zweiter mit dem Mbona-Kult verbundener Platz. Hier verstreute Mbona Reiskörner, diese keimten auf und legten somit die Grundlage der Ernährung der heutigen Bevölkerung.
Die gefundene Keramik konnte fast ausschließlich auf dem Nordufer des Flusses gefunden werden, man schließt daraus, dieses Gebiet markierte eine Grenze zum südlich benachbarten Königreich, das sich aus dem Sambesital ausdehnte.
Eine archäologische Forschung auf der mosambikanischen Seite der Grenze wurde von den dortigen Behörden mit Verweis auf die Folgen des Bürgerkrieges (Landminen?) bisher untersagt.
Laut Mythos bildet die Felslandschaft am Malawi Berg (Lage) einen dritten Kultort. Auch hier soll es Schreine gegeben haben, die den Gläubigen zur Andacht errichtet wurden. Aus der Bevölkerung wurde die Überlieferung bestätigt, das in der Gipfelregion des Berges ein Mbona Schrein noch in der Mitte des neunzehnten Jahrhunderts existierte. Es gibt aber keine Erinnerung an die genaue Stelle. Der Berg wurde von Ben Smith vergeblich auf Petroglyphen untersucht.
Zu Füßen des heiligen Malawi-Berges endete nach der Legende das Leben Mbonas. Laut Mythos, bildet das aus dem toten Körper ausströmende Blut den Quellfluss Ndione. Noch in den 1950er Jahren begaben sich Gläubige zu einem hier vorhandenen Schrein, der sich in einem heiligen Hain befunden haben soll. Laut Überlieferung fanden hier einst auch Menschenopfer statt. Die archäologische Untersuchung der Kultstelle konnte mit Luftbildern den vermutlichen Platz dieses heiligen Haines auf einem alten Deich lokalisieren. Der Platz lag am Rand der hochwassergefährdeten Zone.
Am heiligen Teich von Ndione (Lage) wurde Keramik geborgen. Sie war von den Gläubigen geopfert worden und über einen freien Platz verstreut. In der Nähe des ehemaligen Opferplatz wurde ein Suchschnitt angelegt, er erbrachte eine fast 2 m mächtige Ablagerung mit charakteristischen Scherben. Die unterste Schichte wurde in die zweite Hälfte des 12. bis 13. Jahrhunderts datiert. Die oberste Schicht wurde im 17. oder 18. Jahrhundert abgelagert.
Am Khulubvi Hain (Lage) wurde eine weitere Schürfgrube angelegt. Hier wurden in den unteren Schichten Longwe-Keramik, in darüberliegenden Schichten Nkhudzi-Keramik  aus dem 18. bis 19. Jahrhundert abgelagert.
Das Mazoe-Tal, das Kernland des Munhumutapa-Reiches, befindet sich kaum 100 km weiter südöstlich und ist über die schiffbaren Flüsse Shire, Sambesi und Mazoe leicht erreichbar. Die arabischen Handelsplätze Tete und Sena, die im frühen 16. Jahrhundert von den Portugiesen übernommen wurden, lagen gemäß deren Aufzeichnungen auf dem Gebiet von Munhumutapa, was die Zuordnung der Longwe-Keramik relativ eindeutig erscheinen lässt.
Das Dorf Longwe (Lage) in Sambia – etwa 25 km südlich von Rumphi, in den Wäldern der Viphya Mountains gelegen ist nicht mit dem Fundplatz zu verwechseln.